# بانوراما (ثيسالونيكي)
بانوراما (Πανόραμα) هي مدينة في ثيسالونيكي في مقاطعة فوريا إلادا في اليونان.

## توأمة
لبانوراما (ثيسالونيكي) اتفاقيات توأمة مع كل من:
- Kyrenia Municipality  [لغات أخرى]‏ (9 نوفمبر 2002 - 2011)[2]
- كالوغا